# باريلي
باريلي (بالإيطالية: Barile)‏ هي بلدية في مقاطعة بوتنسا في إقليم بازيليكاتا الإيطالي.

## السكان
في سنة 1861 بلغ عدد السكان 3٬915 نسمة، وتطور العدد ليصل في سنة 2011 لـ 2٬905 نسمة.
يظهر هذا المخطط البياني تطور النمو السكاني لـ باريلي

## توأمة
لباريلي اتفاقيات توأمة مع:
- هوبارت